# Ein Tag und eine Ewigkeit
Ein Tag und eine Ewigkeit ist ein deutscher Kurzfilm und gleichzeitig auch die Diplomarbeit der Filmemacherin Anna Hepp an der Kunsthochschule für Medien aus dem Jahr 2009. Der Schwarzweißfilm, in dem Hepp ihre Großmutter Dorothea mit der Kamera begleitet, lief auf vielen nationalen und internationalen Filmfestivals, erhielt mehrere Preise und wurde von der Deutschen Film- und Medienbewertung (FBW) mit dem Prädikat „besonders wertvoll“ ausgezeichnet.

## Handlung
Dorothea Hepp ist 93 Jahre alt. Sie lebt noch in ihrer eigenen Wohnung in Darmstadt und bewältigt den oft beschwerlichen Alltag mit jeder Menge Wille, Kraft und Disziplin. Sie sagt, dass sie „ihr Leben gelebt“ habe und erzählt, was sie in ihrem betagten Alter beschäftigt und was sie zum Nachdenken bringt. Zwischen diese und andere Off-Kommentare der fitten Seniorin schneidet die Filmemacherin Anna Hepp in langen, ruhigen Einstellungen Ausschnitte aus dem Alltag von Dorothea Hepp wie zum Beispiel dem nächtlichen Gang zur Toilette, der Morgengymnastik, das Einsetzen des Gebisses, des sich etwas zu essen machen und dem Mittagsschlaf.

## Rezeption

### Kritik
Die Filmbewertungsstelle lobt den Film von Anna Hepp und schrieb „Der Filmemacherin, einer Enkeltochter von Dorothea, ist ein intimer Film über Liebe und Abschiednehmen gelungen, der sowohl inhaltlich als auch in seiner formalen Gestaltung überzeugt. In seiner bewussten Reduktion, mit Schwarzweiß-Fotografie und ruhigen, relativ starren Kameraeinstellungen, die mit Tonsequenzen auf schwarzer Leinwand wechseln, ist der Film konsequent durchkomponiert und entspricht seinem Sujet. Von der ersten Einstellung an wird für den Zuschauer die Beschwerlichkeit des Alltags in hohem Alter spürbar. Wenn Dorothea spricht, lenkt kein Bild ab von ihren Gedanken, die die Quintessenz eines langen Lebens darstellen und deutlich machen, dass der Tod seinen Schrecken verliert, wenn man mit sich und dem Leben im reinen ist. Dabei begleitet die Filmemacherin ihre Protagonistin mit viel Liebe und Respekt. Aber der Film zeichnet kein Porträt von Dorothea: Wir erfahren weder Details aus ihrem Leben, noch wissen wir, ob sie im Alltag (bei Hausarbeiten oder dem Einkauf) Unterstützung erhält. Er konzentriert sich ganz auf seinen Kern: den Abschied und das Hinübergleiten in den Tod mit Würde und Liebe. Damit ist er zugleich eine Hommage an eine bemerkenswerte Persönlichkeit.“
Vera Kämper von der WAZ stellt fest; „„Ein Tag und eine Ewigkeit“ ist ein stilles Kunstwerk – und dennoch tiefgehend, beeindruckend. Obwohl der Kurzfilm nur 25 Minuten dauert, hat jede einzelne Einstellung Zeit. So viel Zeit, wie Dorothea Hepp eben braucht. Eine Einstellung auf das Haus: Die 94-Jährige geht sehr langsam durchs Bild, der Briefkasten klappert, und sie geht wieder zurück. So wie es eben ist.“

## Auszeichnungen (Auswahl)
- 2009: Jury Award beim chinesischen Beijing Student Film Festival in Peking
- 2010: BLICKE Jurypreis beim 18. Blicke – Filmfestival des Ruhrgebiets
- 2010: Preis Bester internationaler Dokumentarfilm beim portugiesischen Filmfestival FIKE – Festival Internacional de Curtas Metragens de Évora
- 2010: Publikumspreis in der Kategorie Deutscher Wettbewerb beim Internationalen Kurzfilmfestival Hamburg
- 2010: Jury Award beim siebten französischen L’Inconnu Festival in Paris
- 2010: Filmnach8 Preis für den besten Dokumentarfilm beim Landshuter Kurzfilmfestival
- 2011: Nominierung für den Bildgestalterinnenpreis beim Internationalen Frauenfilmfestival Dortmund / Köln

## Weitere Festivalteilnahmen
- 2009: Camerimage (Polen)
- 2010: Rome Independent Film Festival (Italien)
- 2010: Filmfest Hamburg
- 2010: Internationales Videofestival Bochum
- 2010: Open Air Filmfest Weiterstadt
- 2011: Videonale